# Brain-computer interface
Een brain-computer interface of BCI is een technologie waarbij bepaalde hersensignalen worden gemeten en gedigitaliseerd die vervolgens door een computer worden geclassificeerd en in acties worden omgezet. Zo is het bijvoorbeeld al mogelijk gebleken om afgaande van hersenactiviteit een pijl op het computerscherm naar links of rechts te laten wijzen. BCI-toepassingen worden onder het begrip Neural Information Processing (NIP) gecategoriseerd , hoewel de technologie natuurlijk ook thuishoort in de medische elektronica.

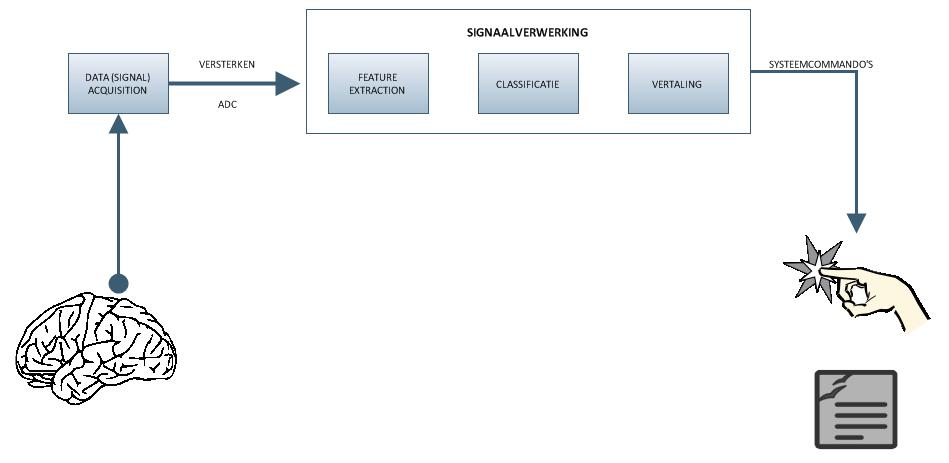
Algemeen BCI-systeem.

Andere namen die worden gebruikt zijn brain-machine interface or direct neural interface.

## Niet-invasieve BCI
De meestgebruikte manier voor het meten van de benodigde hersensignalen is niet-invasief, waarbij er geen apparatuur het lichaam moet binnendringen. Bij niet-invasieve BCI worden de hersensignalen gemeten op de schedel.
- EEG-BCI - Hierbij wordt de elektrische activiteit van de hersenen gemeten door middel van elektro-encefalografie. Dit is de gemakkelijkste manier voor het experimenteren met BCI, vooral in niet-medische laboratoriumomgevingen.
- MEG-BCI - Deze techniek meet het magnetische veld dat geïnduceerd wordt door de stroom geproduceerd door neurale activiteit. Het veld wordt gemeten door middel van magneto-encefalografie.

- fMRI-BCI - Sinds ongeveer het jaar 2002 is het mogelijk om het zogenaamde BOLD-respons te gebruiken als input voor BCI. BOLD staat voor "blood oxygen level dependent"; het systeemantwoord is dus afhankelijk van de mate waarin zuurstof aanwezig is in het bloed. De lokale concentratie van gedesoxygeneerde hemoglobine in het hersenweefsel duidt op neurale activiteit. Deze kan gemeten worden door middel van functionele MRI (fMRI), ook functionele kernspintomografie genaamd. De afkorting fMRI staat voor "functional magnetic resonance imaging", een beeldvormingstechniek die een 3D-weergave van de hersenactiviteit kan produceren. In vergelijking met EEG, laat fMRI spatiale resolutie (ruimtelijk oplossend vermogen) toe in de grootteorde van millimeters evenals een preciezere toewijzing van neurale activiteit.
- NIRS-BCI - Dit is een techniek die vergelijkbaar is met fMRI-BCI, maar minder kostbaar is en bovendien niet aan het laboratorium gebonden. Near Infrared Spectroscopy, zoals de techniek voluit heet, biedt een vergelijkbare spatiale resolutie als fMRI. NIRS-BCI maakt gebruik van de zogenaamde continuous wave technique.

Hoewel al deze technieken redelijk accurate resultaten opleveren, is er vaak behoefte aan meer precisie. Hier maakt men dan gebruik van invasieve BCI.

## Invasieve BCI
Bij invasieve technieken worden hersengegevens vastgelegd door het inbrengen van apparatuur in het lichaam. Hoewel deze methoden grote voordelen bieden op het gebied van de kwaliteit van het signaal en de dimensionaliteit, heeft men hier te maken met allerlei problemen, gaande van bescherming tegen infecties tot de stabiliteit van de implantaten op langere termijn. Invasieve BCI wordt dus beduidend minder gebruikt, hoewel in de Verenigde Staten wel de eerste klinische trials lopen.
Bij invasieve BCI wordt de neurale activiteit van de hersens gemeten op het corticale oppervlakte door middel van elektrocorticografie (ECoG). De voordelen van ECoG zijn de grote bandbreedte (0 tot 200 Hz) die toelaat de activiteit van de γ-band te meten en de hoge amplitude (50 tot 100 µV) van het signaal.
Andere invasieve methoden meten in de cortex cerebri zelf. Dit wordt echter slechts in zeer selecte gevallen toegepast en het is nog niet bewezen dat de hersens op lange termijn hersenimplantaten zullen accepteren.

## Hersensignalen
Hersensignalen kunnen in meerdere vormen voorkomen. Bij EEG worden deze gemeten als zeer zwakke elektrische signalen, die door de apparatuur worden versterkt voor ze gebruikt kunnen worden.
Hersensignalen kunnen in twee categorieën ingedeeld worden: de zogenaamde spikes die de activiteit van individuele neuronen weergeven en de field potentials die de gecombineerde synaptische, neurale en axonale activiteit weergeven van groepen van neuronen.
Het meten van de spikes gebeurt dicht bij het neuron dat deze produceert en vereist dus het implanteren van kleine elektroden in het hersenweefsel. De field potentials kunnen echter met behulp van EEG gemeten worden op de schedel.
In EEG vindt men meerdere soorten signalen terug, onder meer: trage corticale potentialen, sensorimotor cortex rhythms en P300-potentialen.

## Signaalverwerking
Nadat de gewenste signalen gemeten, versterkt en gedigitaliseerd zijn, moet men deze verwerken zodat het systeem de juiste acties kan ondernemen. Elk BCI-systeem verschilt in het toepassen van signaalverwerkingsalgoritmes. In het algemeen kan men echter stellen dat er drie belangrijke stappen ondernomen worden:
1. Feature extraction - Feature extraction bestaat erin de juiste elementen uit het digitaal signaal te halen. Omdat niet het volledige signaal nuttig is, moet men er de delen uithalen die door het systeem gebruikt kunnen worden. Hiertoe worden één of meerdere technieken toegepast zoals filteren in het spatiaal domein, het bepalen van amplitudes van spanningen, spectrale analyses of het afzonderen van aparte neuronen.
2. Classificatie - Bij classificatie gaat men de aanwezigheid van bepaalde componenten in het signaal vaststellen. Men gaat bijvoorbeeld zoeken naar een P300 potentiaal in een EEG-signaal.
3. Vertaling - Uiteindelijk zal een algoritme worden toegepast dat de inhoud van het signaal moet vertalen naar systeemcommando's die de gedachten van de gebruiker uitvoert. De doorsnee gebruiker denkt namelijk in termen van het te bereiken doel en niet in de acties die nodig zijn om tot dat doel te komen. Als iemand bijvoorbeeld een boek wil oppakken zullen de gedachten die hieraan voorafgaan "Ik wil het boek oppakken." zijn, eerder dan "Ik wil mijn spieren activeren op die bepaalde sterktes en in die bepaalde volgorde zodat mijn hand het boek oppakt.". Bijgevolg zal dit bij het besturen van een elektronische arm dan vertaald moeten worden naar een reeks bruikbare commando's.

## Hardware
Afhankelijk van het soort signalen die men wenst te meten, is aangepaste meetapparatuur vereist. In de meeste onderzoekslaboratoria worden noninvasieve technieken gebruikt. Voor het meten van deze signalen worden meetapparaten met isolatieversterkers gebruikt. Deze garanderen de veiligheid van de testpersoon.
Enkele veelgebruikte apparaten:
- g.MOBIlab van g.tec
- Pendant-EEG van Pocket-Neurobics

Sensoren die draadloos (via bijvoorbeeld wifi of Bluetooth) met de computer verbonden zijn, bieden nog extra veiligheid en flexibiliteit.

## Software
Voor het verwerken van de informatie is er natuurlijk aangepaste software vereist die alle stappen in het BCI-proces voorziet. Bovendien moet de software ook een groot aantal hersensignalen ondersteunen. Omdat dit echter maar zelden het geval is, ontwikkelen veel onderzoekers hun BCI software zelf, vaak met behulp van Matlab en/of Simulink van The MathWorks.
Fabrikanten van hardware leveren meestal ook bijpassende software. Deze moet wel meestal apart aangekocht worden en dat is redelijk duur. Er bestaan echter al verschillende open-source-BCI-software, bijvoorbeeld BCI2000, Openvibe van inria en tobi-project. Deze softwareprogramma's ondersteunen een hele reeks hardware en de meeste gangbare hersensignalen.

## Toepassingen
BCI kan voor heel wat toepassingen gebruikt worden. Men vindt applicaties in een enorm aantal domeinen, gaande van de medische wereld tot allerhande controlesystemen en zelfs tekstverwerking en virtual reality en gaming.
Een praktisch voorbeeld van een toepassing is de op P300 gebaseerde lettermatrix die ontwikkeld is door Farwell and Donchin. Dit systeem kan detecteren op welke letter in een letter matrix de gebruiker zijn aandacht vestigde.

## Onderzoek
In Nederland wordt momenteel veel BCI-onderzoek verricht binnen het grote onderzoeksconsortium BrainGain wat gesubsidieerd wordt door het SmartMix-programma. Binnen Europa werken vele BCI-onderzoekers samen in andere consortia zoals future BNCI, TOBI, Brainable, BETTER, DECODER, Mindwalker en Mundus. Buiten Europa vindt veel onderzoek plaats in de VS en Azië.

## Commerciële activiteiten
Het Oostenrijks bedrijf Guger Technologies is pionier op het vlak van onderzoek en ontwikkeling van BCI's voor assitive technology. In de Verenigde Staten is het bedrijf BrainGate bezig met de eerste klinische studies naar invasieve BCI's. Maar ook bedrijven zoals Emotiv, Neurosky en BitBrain Technologies hebben producten op de markt gebracht die voor de algemene bevolking leuk kunnen zijn. Bij vele huidige EEG-gebaseerde producten op de markt dient men zich echter af te vragen in hoeverre hersenactiviteit gemeten wordt of spieractiviteit.

## Ethische aspecten gerelateerd aan Brain-Computer Interfaces
Het onderzoek naar en de ontwikkeling van Brain-Computer Interfaces werpen veel ethische vragen op. Belangrijke thema's in het neuro-ethische debat zijn:
- het verkrijgen van informed consent van mensen die communicatie-problemen hebben,
- risico-/batenanalyse,
- gedeelde verantwoordelijkheid van BCI-teams,
- de gevolgen van BCI-technologie voor de levenskwaliteit van gebruikers,
- bijwerkingen,
- persoonlijke verantwoordelijkheid,
- kwesties rond persoonlijkheid en mogelijke veranderingen,
- therapeutische toepassingen,
- mind-reading en privacy,
- mind-control,
- human enhancement,
- het gebruik van deze technologie in de jurisprudentie,
- sociale stratificatie, en
- communicatie met de media.

Recentelijk wordt er meer aandacht besteed door de wetenschappers aan ethische kwesties rondom BCI-onderzoek, disseminatie en ontwikkeling.